# Ernest Palmer
Pour les articles homonymes, voir Palmer.
Ernest Palmer est un directeur de la photographie américain, né le 6 décembre 1885 à Kansas City (Missouri), et mort le 22 février 1978 à Pacific Palisades (Californie).

## Biographie
Ernest Palmer a participé à plus de 160 films dont le plus ancien est une adaptation de Ivanhoé en 1912.
Palmer a obtenu l'Oscar de la meilleure photographie (en collaboration avec Ray Rennahan) pour Arènes sanglantes en 1941. Il fut nommé en plusieurs autres occasions - en 1928 pour Les Quatre Diables, en 1929 pour L'Ange de la rue et en 1950 pour La Flèche brisée.

## Filmographie
- 1918 : A Man's World
- 1918 : Once to Every Man
- 1918 : Virtuous Wives
- 1919 : Le Miracle (The Miracle Man) de George Loane Tucker
- 1921 : L'Éveil de la bête (Prisoners of Love) d'Arthur Rosson
- 1921 : Ladies Must Live de George Loane Tucker
- 1921 : Son enfant (The Child Thou Gavest Me) de John M. Stahl
- 1922 : The Song of Life
- 1922 : Red Hot Romance de Victor Fleming
- 1922 : One Clear Call de John M. Stahl
- 1922 : Always the Woman
- 1923 : The Wanters de John M. Stahl
- 1924 : Flames of Desire de Denison Clift
- 1925 : Dansons ! (The Dancers) d'Emmett J. Flynn
- 1925 : The Champion of Lost Causes
- 1925 : Wings of Youth
- 1925 : Fine Clothes
- 1925 : East Lynne
- 1925 : When the Door Opened
- 1925 : Si les hommes pouvaient (Wages for Wives) de Frank Borzage
- 1926 : The Palace of Pleasure
- 1926 : La Danseuse Saina (Yellow Fingers) de Emmett J. Flynn
- 1926 : Le Diable par la queue (Early to Wed) de Frank Borzage
- 1926 : Honesty - The Best Policy
- 1926 : Marriage License? de Frank Borzage
- 1927 : L'Heure suprême (7th Heaven) de Frank Borzage
- 1927 : Married Alive
- 1927 : High School Hero (en) de David Butler
- 1928 : L'Ange de la rue (Street Angel) de Frank Borzage
- 1928 : Le château de sable (en) (No Other Woman) de Lou Tellegen
- 1928 : Quatre diables (4 Devils)
- 1929 : Thru Different Eyes de John G. Blystone
- 1929 : Pleasure Crazed
- 1929 : La Femme au corbeau (The River) de Frank Borzage
- 1929 : La Vie en rose (Sunnyside Up) de David Butler
- 1930 : L'Intruse (City Girl) de Friedrich Wilhelm Murnau
- 1930 : Le Beau Contrebandier (Women Everywhere) d'Alexander Korda
- 1930 : L'Amour en l'an 2000 (Just Imagine) de David Butler
- 1930 : Children of Chance d'Alexander Esway
- 1931 : Kinder des Glücks d'Alexander Esway
- 1931 : Out of the Blue
- 1931 : Le Fils de l'oncle Sam chez nos aïeux (A Connecticut Yankee), de David Butler
- 1931 : Brown Sugar
- 1931 : Vivons cachés (Six Cylinder Love) d'Elmer Clifton
- 1931 : Goldie de Benjamin Stoloff
- 1931 : Délicieuse (Delicious) de David Butler
- 1932 : Cheaters at Play
- 1932 : Les Affaires et le Plaisir (Business and Pleasure) de David Butler
- 1932 : Devil's Lottery
- 1932 : The Trial of Vivienne Ware
- 1932 : The Painted Woman de John G. Blystone
- 1932 : Down to Earth
- 1933 : The Umbrella
- 1933 : The Ghost Camera
- 1933 : Cavalcade de Frank Lloyd
- 1933 : Pleasure Cruise
- 1933 : His Grace Gives Notice
- 1933 : Charlie Chan's Greatest Case de Hamilton MacFadden
- 1933 : Berkeley Square, de Frank Lloyd
- 1933 : Houp là (Hoop-La) de Frank Lloyd
- 1934 : The Black Abbot
- 1934 : Open All Night
- 1934 : Cœur de tzigane (Caravan) d'Erik Charell
- 1934 : Le Ministère des amusements (Stand Up and Cheer!) de Hamilton MacFadden
- 1934 : Sleepers East
- 1934 : Les Nuits de New York (Now I'll Tell) d'Edwin J. Burke
- 1934 : Caravane (Caravan)
- 1934 : Musique dans l'air (Music in the Air)
- 1935 : Anything Might Happen
- 1935 : Mystery Woman (en) de Eugene Forde
- 1935 : Charlie Chan in Paris de Lewis Seiler
- 1935 : Meurtre au Grand Hôtel (The Great Hotel Murder)
- 1935 : The Ace of Spades
- 1935 : Death on the Set
- 1935 : La Jolie Batelière (The Farmer Takes a Wife)
- 1935 : While Parents Sleep
- 1935 : À travers l'orage (Way Down East) de Henry King
- 1935 : L'Homme qui fait sauter la banque (The Man Who Broke the Bank at Monte Carlo) de Stephen Roberts
- 1936 : Can This Be Dixie?
- 1936 : Gentle Julia
- 1936 : Sous deux drapeaux (Under Two Flags)
- 1936 : Everything Is Rhythm
- 1936 : The Crime of Dr. Forbes
- 1936 : Star for a Night
- 1936 : Murder by Rope
- 1937 : The Last Chance
- 1937 : The Gang Show
- 1937 : Le Dernier Négrier (Slave Ship) de Tay Garnett
- 1937 : Aventure en Espagne (Love Under Fire)
- 1937 : Rhythm Racketeer
- 1937 : J'ai deux maris (Second honeymoon)
- 1938 : Bedtime Story
- 1938 : Murder Tomorrow
- 1938 : Quatre Hommes et une prière (Four Men and a Prayer)
- 1938 : Trois Souris aveugles (Three Blind Mice) de William A. Seiter
- 1938 : What a Man!
- 1938 : Un cheval sur les bras (Straight, Place and Show) de David Butler
- 1938 : My Irish Molly
- 1939 : Wife, Husband and Friend (en)
- 1939 : Me and My Pal
- 1939 : Flying Fifty-Five
- 1939 : It Could Happen to You
- 1939 : Édition de minuit (News Is Made at Night) de Alfred L. Werker
- 1939 : Hollywood Cavalcade
- 1939 : 20,000 Men a Year
- 1940 : Il épouse sa femme (He Married His Wife)
- 1940 : Shooting High (en)
- 1940 : Olympic Honeymoon
- 1940 : Poings de fer, cœur d'or (Sailor's Lady) d'Allan Dwan
- 1940 : The Great Profile
- 1940 : Public Deb No. 1
- 1940 : The Door with Seven Locks
- 1940 : La Belle Écuyère (ou La Roulotte rouge) (Chad Hanna) de Henry King
- 1941 : Tall, Dark and Handsome
- 1941 : Arènes sanglantes (Blood and Sand)
- 1941 : La Reine des rebelles (Belle Starr)
- 1941 : Week-end à la Havane (Week-End in Havana)
- 1942 : Go to Blazes
- 1942 : Filles des îles (Song of the Islands)
- 1942 : Mon amie Sally (My Gal Sal)
- 1942 : The Next of Kin
- 1942 : Pilotes de chasse (Thunder Birds)
- 1942 : Ivresse de printemps (Springtime in the Rockies) de Irving Cummings
- 1943 : The Bells Go Down
- 1943 : L'Île aux plaisirs (Coney Island)
- 1943 : Rosie l'endiablée (Sweet Rosie O'Grady)
- 1944 : Pin Up Girl
- 1944 : Quand l'amour manœuvre (Something for the Boys) de Lewis Seiler
- 1945 : My Ain Folk
- 1945 : Broadway en folie (Diamond Horseshoe)
- 1945 : For You Alone
- 1945 : Waltz Time
- 1945 : Les Dolly Sisters (The Dolly Sisters)
- 1945 : Meurtre à crédit (Murder in Reverse)
- 1946 : The Trojan Brothers
- 1946 : Centennial Summer
- 1946 : La Tournée triomphale (Meet the Navy)
- 1946 : Trois Jeunes Filles en bleu (Three Little Girls in Blue) de H. Bruce Humberstone
- 1946 : Spring Song
- 1947 : Green Fingers
- 1947 : Embrassons-nous (I Wonder Who's Kissing Her Now) de Lloyd Bacon
- 1948 : The Three Weird Sisters
- 1948 : Bagarre pour une blonde (Scudda Hoo! Scudda Hay!) de F. Hugh Herbert
- 1948 : Conditions difficiles (Uneasy Terms) de Vernon Sewell
- 1948 : But Not in Vain
- 1949 : What a Carry On!
- 1949 : Somewhere in Politics
- 1949 : Meet the Duke
- 1950 : The Twenty Questions Murder Mystery
- 1950 : Let's Have a Murder
- 1950 : Bait
- 1950 : La Flèche brisée (Broken Arrow) de Delmer Daves
- 1952 : Love's a Luxury
- 1953 : Take a Powder
- 1956 : Assignment Redhead
- 1957 : Noddy in Toyland
- 1958 : Them Nice Americans
- 1958 : Womaneater
- 1959 : Hidden Homicide
- 1960 : Zoo Baby